# Onitis paraconfusus
Onitis paraconfusus là một loài bọ cánh cứng trong họ Bọ hung (Scarabaeidae).